# Saint-Brice-sous-Forêt
Saint-Brice-sous-Forêt – miejscowość i gmina we Francji, w regionie Île-de-France, w departamencie Dolina Oise.
Według danych na rok 1990 gminę zamieszkiwały 11 662 osoby, a gęstość zaludnienia wynosiła 1944 osób/km² (wśród 1287 gmin regionu Île-de-France Saint-Brice-sous-Forêt plasuje się na 219. miejscu pod względem liczby ludności, natomiast pod względem powierzchni na miejscu 612.).